# Photoshop tennis

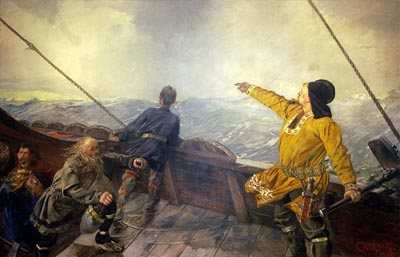
Originalbild

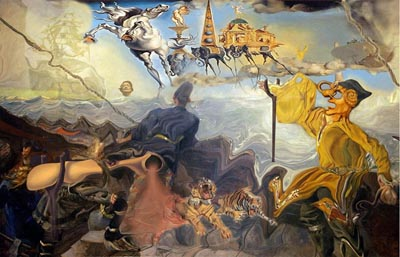
Samma bild efter Photoshop tennis

Photoshop tennis (även känt som Photoshop Pong eller Photoshop battle) är en lek som utövas i internetforum eller mellan bloggar. Photoshop tennis går ut på att någon lägger upp en bild, vanligtvis ett fotografi, och sedan laddar nästa "spelare" ned bilden och manipulerar den för att sedan ladda upp den manipulerade bilden för näste spelare att ladda ner och manipulera. Bilderna blir ofta väldigt fantasifulla och varierar kraftigt under tennismatchen.
Leken skapades av art directorn Jim Coudal 2001 under namnet Photoshop Tennis. Matcherna som spelas på sajten coudal.com går under termen Layer Tennis, eftersom de inte längre är begränsade till användandet av Adobe Photoshop. Varje match av Photoshop tennis spelas i regel med två spelare.